# 고성경찰서 (강원특별자치도)
고성경찰서(高城警察署, Gosung Police Station)는 강원특별자치도경찰청이 관할하는 경찰서 중 하나이다. 강원특별자치도 고성군 일대를 관할한다. 강원특별자치도 고성군 간성읍 탑동길 12에 위치하고 있다.
서장은 총경으로 보한다.

## 기본 정보
- 주소: 강원특별자치도 고성군 간성읍 탑동길 12
- 우편번호: 24737

## 관할 파출소 및 지구대
| 명칭       | 사진 | 주소               | 관할구역       | 치안센터     |
| ---------- | ---- | ------------------ | -------------- | ------------ |
| 금강파출소 |      | 거진읍 거진길 67   | 거진읍, 현내면 | 현내치안센터 |
| 토성파출소 |      | 토성면 토성로 165  | 토성면         |              |
| 간성파출소 |      | 간성읍 간성로 33   | 간성읍, 수동면 | 수동치안센터 |
| 죽왕파출소 |      | 죽왕면 심충수길 15 | 죽왕면         |              |

## 같이 보기
- 강원특별자치도경찰청